# نبرد پراچواپ خیری خان
نبرد پراچوآپ خیری خان (تایلندی: ยุทธการที่ประจวบคีรีขันธ์) درگیری اولیه تهاجم ژاپن به تایلند در جبهه جنوب شرقی آسیا در جنگ جهانی دوم بود.